# Paul Biran
Pour les articles homonymes, voir Biran.
Paul Ian Biran (hébreu : פאול בירן) est un mathématicien israélien né le 25 février 1969. Il est titulaire d'une chaire à l'École polytechnique fédérale de Zurich. Ses recherches portent notamment sur la géométrie symplectique, la topologie et la géométrie algébrique.

## Carrière
Paul Biran est né en Roumanie puis sa famille part en Israël en 1971. Il étudie à l'université de Tel Aviv, où il obtient son doctorat en 1997 sous la direction de Leonid Polterovich avec une thèse intitulée Geometry of Symplectic Packing.
De 1997 à 1999 il est Szegö Assistant Professor à l'université Stanford. Puis il est conférencier à l'université de Tel Aviv, en 2005 Associate Professor puis en 2008 Professeur. Depuis 2009, Paul Biran est titulaire de la chaire de mathématiques à l'école polytechnique fédérale de Zurich.

## Prix et distinctions
- 1998 : Landau Research Award
- 2003 : Prix Oberwolfach [2],[3]

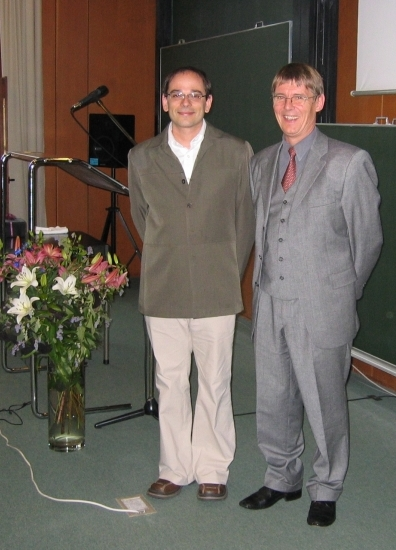
Paul Biran (à gauche) auprès du directeur de l'Institut d'Oberwolfach,Gert-Martin Greuel, en 2004.

- 2004 : Prix EMS pour son travail sur Symplectic topology and algebraic families
- 2006 : Prix Erdős.

En 2002 il est conférencier invité au Congrès international des mathématiciens (ICM) à Pékin, avec une conférence portant sur Geometry of symplectic intersections.
En 2013 il devient membre de la société savante Leopoldina.